# Protapanteles laxatus
Protapanteles laxatus är en stekelart som först beskrevs av Wilkinson 1930.  Protapanteles laxatus ingår i släktet Protapanteles och familjen bracksteklar. Inga underarter finns listade i Catalogue of Life.